# Tatuaje de lágrima

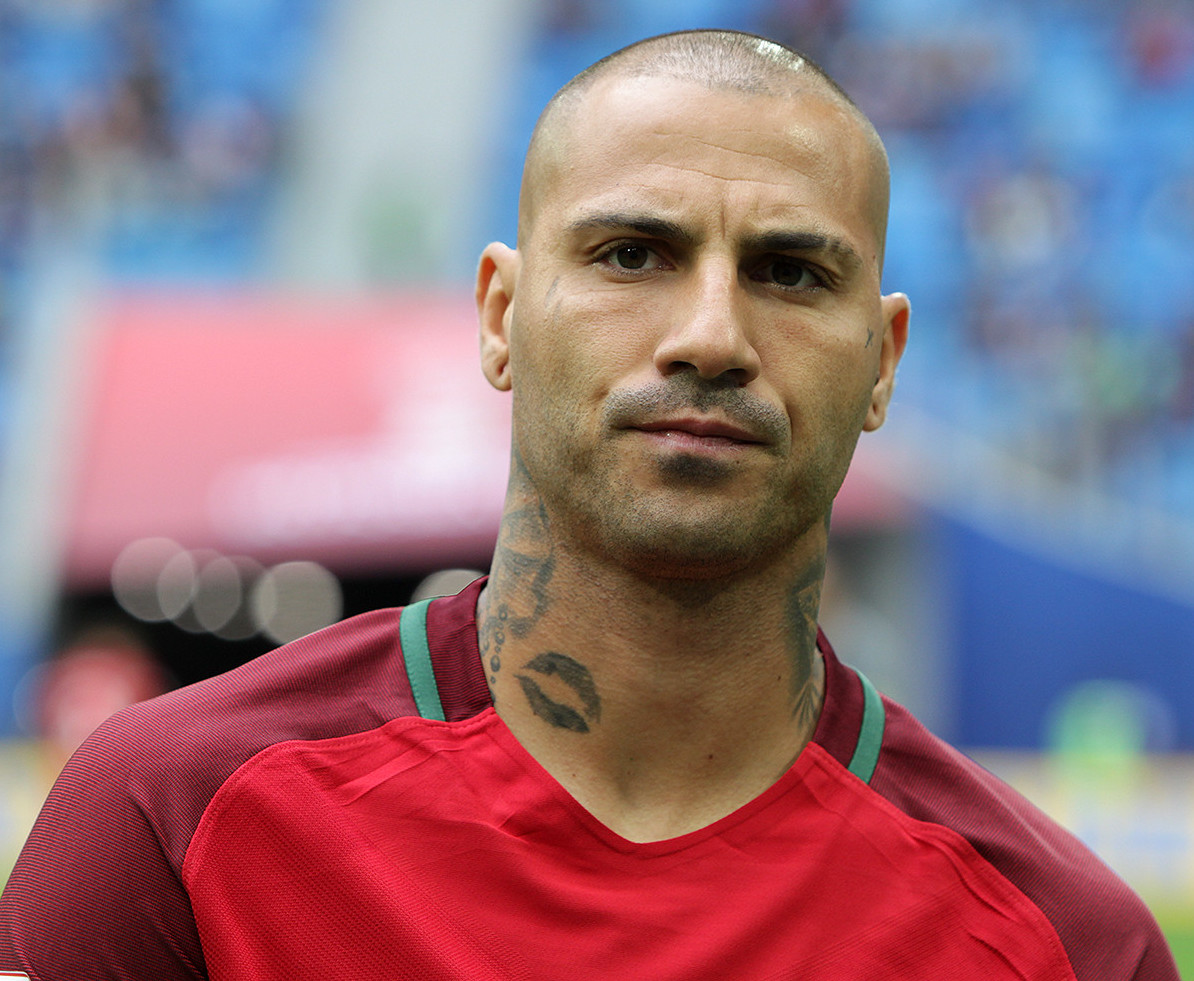
El futbolista Ricardo Quaresma con tatuajes de lágrimas debajo del ojo derecho.

Un tatuaje de lágrima, representando una o varias gotas cerca del ojo, es un tatuaje simbólico. Se encuentra particularmente asociado con la vida carcelaria y las bandas callejeras, y su uso se remonta a la década de 1920.
Este tatuaje no tiene nombre propio más allá de su denominación (teardrop tattoo en inglés), pero en sus orígenes podría habérsele relacionado con el apelativo de «La Vieja Fraternidad» (The Old Fraternity), refiriéndose al bíblico Caín.

## Significado
No existe un significado global para el lucimiento de este tatuaje, aunque a menudo simboliza que el portador ha matado, que ha pasado tiempo en prisión, en cuyo caso el tatuaje podría haber sido realizado por el agresor y sus cómplices a modo de marca infamante. El tatuaje de lágrima también puede expresar dolor por el alejamiento de un familiar, amigo o pareja, generalmente por causa de muerte o de hallarse cumpliendo pena de prisión. En cualquier caso, un tatuaje de lágrima se considera un asunto altamente personal para el portador, y a menudo sólo éste conoce la razones del suyo.
El significado del tatuaje puede cambiar dependiendo de si la lágrima está sombreada con tinta o sólo perfilada. Entre las bandas de la costa oeste de Estados Unidos, una lágrima vacía representa la promesa de llenarla tras un evento futuro: cometer un asesinato, cumplir una venganza o llevar a cabo un cambio vital; por la muerte de un familiar muy querido.

## Ejemplos
Los raperos The Game y Lil Wayne ostentan tatuajes de lágrimas en recuerdo de amigos perdidos. El jugador de baloncesto Amar'e Stoudemire lleva una lágrima desde 2012 en recuerdo de su hermano mayor Hazell, que murió en un accidente de tráfico. Amy Winehouse tenía también una lágrima tatuada para simbolizar su dolor por su esposo Blake Fielder-Civil, que fue ingresado en la prisión penitenciaria de Pentoville como consecuencia de una posible sobredosis. Por su parte, el futbolista portugués Ricardo Quaresma luce dos lágrimas tatuadas en su rostro, aunque no ha revelado por qué.